# Đảo Great, Falkland
Great là một hòn đảo của quần đảo Falkland, toạ lạc phía Tây của Đông Falkland, trong eo biển Falkland. Phía bắc là quần đảo Tyssen và phía nam của nó đảo Ruggles. Đảo Great có chiều dài 6,5 km và rộng khoảng 13 km2.